# Wedge Ridge
Il Wedge Ridge è un imponente crinale montuoso, alto 1.145 m, situato vicino alla testa del Ghiacciaio Blaiklock e immediatamente a ovest del Pointer Nunatak, nella parte occidentale della Catena di Shackleton, nella Terra di Coats in Antartide.
Fu mappato per la prima volta dalla Commonwealth Trans-Antarctic Expedition (CTAE) nel 1957.
L'attuale denominazione fu assegnata nel 1971 dal Comitato britannico per i toponimi antartici (UK-APC), per descrivere il suo aspetto a forma di cuneo.